# Dexter (Maine)
Dexter és una població dels Estats Units a l'estat de Maine (EUA). Segons el cens del 2000 tenia 3.890 habitants.

## Demografia
Segons el cens del 2000, Dexter tenia 3.890 habitants, 1.615 habitatges, i 1.106 famílies. La densitat de població era de 42,7 habitants per km².
Dels 1.615 habitatges en un 29,5% hi vivien nens de menys de 18 anys, en un 52,5% hi vivien parelles casades, en un 11,2% dones solteres, i en un 31,5% no eren unitats familiars. En el 26,6% dels habitatges hi vivien persones soles el 13,4% de les quals corresponia a persones de 65 anys o més que vivien soles. El nombre mitjà de persones vivint en cada habitatge era de 2,36 i el nombre mitjà de persones que vivien en cada família era de 2,8.
Per edats la població es repartia de la següent manera: un 23,7% tenia menys de 18 anys, un 6,7% entre 18 i 24, un 26,1% entre 25 i 44, un 26,1% de 45 a 60 i un 17,4% 65 anys o més.
L'edat mediana era de 41 anys. Per cada 100 dones de 18 o més anys hi havia 87,1 homes.
La renda mediana per habitatge era de 26.000 $ i la renda mediana per família de 31.204 $. Els homes tenien una renda mediana de 27.130 $ mentre que les dones 18.805 $. La renda per capita de la població era de 14.197 $. Entorn del 15,4% de les famílies i el 17,8% de la població estaven per davall del llindar de pobresa.